# Tscherkisowo
Tscherkisowo (russisch Черкизово) ist ein russisches Unternehmen der Lebensmittelwirtschaft mit Firmensitz in Moskau. Es ist mit jährlich 387 Mio. geschlachteten Hühnern der größte Geflügelfleischproduzent Russlands und drittgrößte in Europa. Bei der Schweinefleischproduktion ist Tscherkisowo das zweitgrößte Unternehmens Russlands.
Tscherkisowo verfügt über neun größere Geflügel- beziehungsweise Schweineproduktionseinheiten sowie sechs Fleischverarbeitungsfabriken. Zu dem Konzern gehören auch zwei Mischfutterwerke und drei Handelshäuser (Stand:Oktober 2010).